# Cydrela albopilosa
Cydrela albopilosa là một loài nhện trong họ Zodariidae.
Loài này thuộc chi Cydrela. Cydrela albopilosa được Eugène Simon & Jean-Louis Fage miêu tả năm 1922.